# Bad Sobernheim
Bad Sobernheim is een plaats in de Duitse deelstaat Rijnland-Palts, en maakt deel uit van de Landkreis Bad Kreuznach.
Bad Sobernheim telt 6.468 inwoners.

## Bestuur
De plaats is een Ortsgemeinde en maakt deel uit van de Verbandsgemeinde Bad Sobernheim.

## Geboren
- Michael Klostermann (1962), Duits dirigent